# Agrotis brachystria
Agrotis brachystria là một loài bướm đêm trong họ Noctuidae.

## Hình ảnh

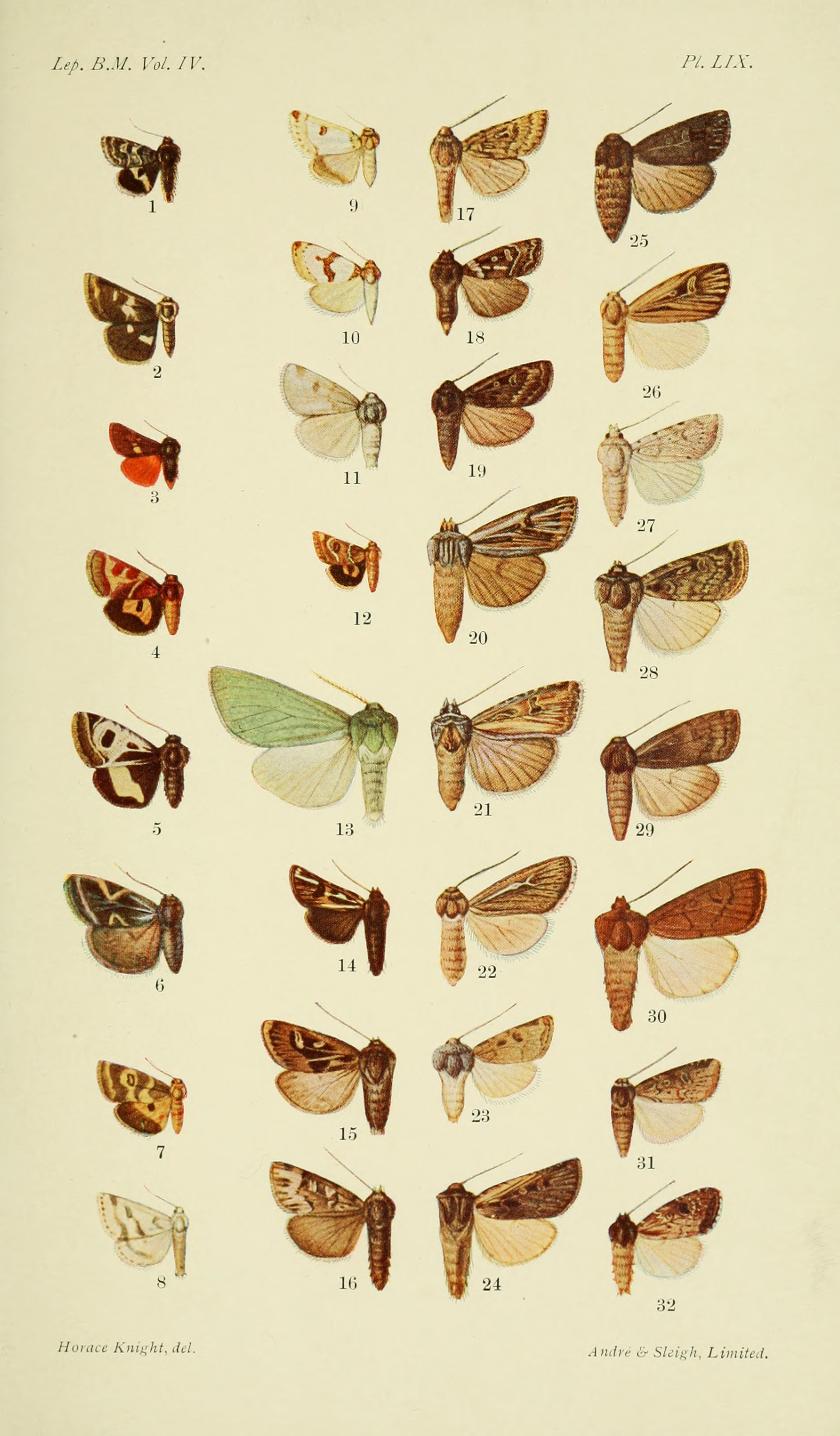